# Vzpírání na Letních olympijských hrách 2008 – ženy do 53 kg
Vzpěračky do 53 kg soutěžily druhý olympijský den, v neděli 10. srpna 2008. V kategorii startovalo 9 závodnic z 9 zemí, všechny soutěž dokončily.
Olympijskou šampiónkou se stala Thajka Prapawadee Džarenrattanatarakúnová, která v součtu obou disciplín vzepřela 221 kg. O jejím triumfu rozhodl již první pokus v nadhozu, druhým vytvořila nový olympijský rekord 126 kg. Ve svém posledním pokusu se neúspěšně pokusila vzepřít 130 kg, čímž by o 1 kg vylepšila stávající světový rekord.
Stříbrnou medaili získala díky nižší tělesné hmotnosti Jihokorejka Jun Čin-he s 213 kg, bronz původně vybojovala Běloruska Novikavová se stejným výkonem. Po reanalýze kontrolních vzorků v roce 2016 byla z důvodu porušení antidopingových pravidel diskvalifikována a bronz od ní převzala Raema Lisa Rumbewasová z Indonésie.

## Program
Pozn.: Pekingského času (UTC+8)
| Datum                  | Čas         | Skupina |
| ---------------------- | ----------- | ------- |
| Neděle, 10. srpna 2008 | 15:30–17:30 | A       |

## Přehled rekordů
Pozn.: Platné před začátkem soutěže
| Druh rekordu              | Disciplína | Držitelka        | Výkon  |
| ------------------------- | ---------- | ---------------- | ------ |
| Světové rekordy           | Trh        | Ri Song-hui      | 102 kg |
| Světové rekordy           | Nadhoz     | Li Pching        | 129 kg |
| Světové rekordy           | Dvojboj    | Čchiou Chung-sia | 226 kg |
| Olympijské rekordy        | Trh        | Jang Sia         | 100 kg |
| Olympijské rekordy        | Nadhoz     | Jang Sia         | 125 kg |
| Olympijské rekordy        | Dvojboj    | Jang Sia         | 225 kg |
| Světové juniorské rekordy | Trh        | Teng Ťien-jing   | 100 kg |
| Světové juniorské rekordy | Nadhoz     | Li Pching        | 129 kg |
| Světové juniorské rekordy | Dvojboj    | Li Pching        | 225 kg |

## Výsledky
| Poř.                        | Závodnice              | Stát                   | Těl. hm. [kg] |       | Trh [kg] | Trh [kg] | Trh [kg] |       | Nadhoz [kg] | Nadhoz [kg] | Nadhoz [kg] |  | Výsledek [kg] |
| --------------------------- | ---------------------- | ---------------------- | ------------- | ----- | -------- | -------- | -------- | ----- | ----------- | ----------- | ----------- |  | ------------- |
| Poř.                        | Závodnice              | Stát                   | Těl. hm. [kg] | 1. p. | 2. p.    | 3. p.    | 1. p.    | 2. p. | 3. p.       |             |             |  | Výsledek [kg] |
| Zlatá olympijská medaile    | Praphávadí             | Thajsko                | 52,47         |       | 92       | 95       | 97       |       | 120         | 126         | 130         |  | 221           |
| Stříbrná olympijská medaile | Jun Čin-he             | Jižní Korea            | 52,72         |       | 94       | 97       | 97       |       | 116         | 118         | 119         |  | 213           |
|                             | Nastassja Novikavová   | Bělorusko              | 52,87         |       | 92       | 95       | 97       |       | 116         | 116         | 118         |  | 213           |
| Bronzová olympijská medaile | Raema Lisa Rumbewasová | Indonésie              | 52,95         |       | 91       | 95       | 95       |       | 110         | 115         | 121         |  | 206           |
| 4.                          | Yuderqui Contrerasová  | Dominikánská republika | 52,74         |       | 89       | 93       | 96       |       | 111         | 118         | 120         |  | 204           |
| 5.                          | Melanie Roachová       | Spojené státy americké | 52,54         |       | 79       | 81       | 83       |       | 105         | 108         | 110         |  | 193           |
| 6.                          | Julia Rohdeová         | Německo                | 52,79         |       | 77       | 80       | 82       |       | 99          | 103         | 105         |  | 185           |
| 7.                          | Dika Loa Touaová       | Papua Nová Guinea      | 52,53         |       | 77       | 77       | 80       |       | 104         | 108         | 108         |  | 184           |
| 8.                          | Judith Chacónová       | Venezuela              | 52,96         |       | 75       | 75       | 80       |       | 101         | 106         | 106         |  | 181           |

## Nově stanovené rekordy
| Druh rekordu      | Disciplína | Držitelka  | Výkon  |
| ----------------- | ---------- | ---------- | ------ |
| Olympijský rekord | Nadhoz     | Praphávadí | 126 kg |